# Dragon Ball FighterZ
Dragon Ball FighterZ (jap.: ドラゴンボール ファイターズ, Hepburn: Doragon Bōru Faitāzu) ist ein 2,5D-Fighting Game, das von Arc System Works entwickelt und im Jahr 2018 von Bandai Namco Entertainment für Microsoft Windows, Nintendo Switch, PlayStation 4 und Xbox One veröffentlicht wurde. Das Spiel basiert auf der Manga-Serie Dragon Ball.

## Rezeption

### Auszeichnungen
- Game Critics Awards 2017: Bestes Kampfsportspiel
- The Game Awards 2018: Bestes Kampfspiel

### Verkaufszahlen
Bis März 2019 hat sich das Spiel mehr als 4 Millionen Mal verkauft.

## Belege
1. ↑  Dragon Ball Fighters '2.5D' Fighting Game Briefly Listed Worldwide in Early 2018 (Updated). Abgerufen am 20. November 2019 (englisch).
2. ↑  Dragon Ball Xenoverse 2 And Dragon Ball FighterZ Have Sold Over 5 And 4 Million Copies Respectively. In: NintendoSoup. März 2019, abgerufen am 23. November 2019 (englisch).